# 夏伯阳级巡洋舰
68-K型巡洋舰（俄语：Крейсера проекта 68-К），北約代號「夏伯陽級」（Чапаев），苏联称“恰巴耶夫级”，是苏联海军於第二次世界大戰前设计的一种巡洋舰，為基洛夫級的改良版本，採長船艏樓設計。本級艦原定计划建造17艘，但至德蘇戰爭爆发时只有7艘動工，其中2艘（斯维尔德洛夫号和奧爾忠尼啟則號）在尼古拉耶夫遭德軍俘獲，最後遭到拆除；餘下的5艘皆在1950年代完工服役，並在1970年代陸續退役。
该级舰是苏联唯一拥有过或设计过的叫“夏伯阳”的巡洋舰。中国军事杂志《舰载武器》上刊登的由施征撰写的《夭折的“光荣II”——“夏伯阳”级导弹巡洋舰》和《兵工科技》上刊登的由朱怿昀撰写的《胎死腹中的红色巨兽——苏联海军“夏伯阳”级导弹巡洋舰》两篇文章宣称20世纪80年代苏联设计过一种“1170型夏伯阳级导弹巡洋舰”，但已被证明是虚构的。文章所用的图片在外国网站称为“1157型卡什坦级驱逐舰”，同样也没有存在的证据。

## 同級艦
下表列出夏伯陽級巡洋艦所有的同級艦，含已建成者、未建成亦未續建者與計畫建造但後遭取消者，其顏色分別為：
- 建造完成的艦隻。
- 建造過程中遭德軍俘獲，後遭摧毀。
- 獲命名的計畫艦隻，但後遭取消而未動工。
- 未獲命名亦未動工的計畫艦隻。

| 編號 | 艦名                      | 俄語原文 | 造船廠      | 舷號   | 動工日期           | 下水日期       | 計畫完工年份 | 蘇軍接收日期   |
| ---- | ------------------------- | -------- | ----------- | ------ | ------------------ | -------------- | ------------ | -------------- |
| 1    | 夏伯陽號                  |          | 第189造船廠 | С-305  | 1939年10月8日      | 1941年4月28日  | 1942年       | 1950年5月16日  |
| 2    | 共青團號 （原契卡洛夫號） | （）     | 第189造船廠 | С-306  | 1939年8月31日      | 1947年10月25日 | 1942年       | 1950年11月5日  |
| 3    | 熱列茲尼亞科夫號          |          | 第194造船廠 | С-545  | 1939年10月31日     | 1941年6月25日  | 1942年       | 1950年4月19日  |
| 4    | 伏龍芝號                  |          | 第198造船廠 | С-356  | 1939年月29日       | 1940年12月30日 | 1942年       | 1950年12月19日 |
| 5    | 古比雪夫號                |          | 第200造船廠 | С-1088 | 1939年8月31日      | 1940年1月31日  | 1942年       | 1950年4月20日  |
| 6    | 奧爾忠尼啟則號            |          | 第198造船廠 | С-364  | 1940年12月31日     | 不適用         | 1943年       | 不適用         |
| 7    | 斯維爾德洛夫號            |          | 第200造船廠 | С-1090 | 1940年12月31日     | 不適用         | 1943年       | 不適用         |
| 8    | 奧羅拉號                  |          | 第194造船廠 | С-555  | 1941年9月（計畫）  | 不適用         | 1944年       | 不適用         |
| 9    | 列寧號                    |          | 第189造船廠 | С-309  | 1941年8月（計畫）  | 不適用         | 1944年       | 不適用         |
| 10   | 捷爾任斯基號              |          | 第189造船廠 | С-310  | 1941年11月（計畫） | 不適用         | 1944年       | 不適用         |
| 11   | 拉佐號                    |          | 第199造船廠 | 不適用 | 1941年9月（計畫）  | 不適用         | 1943年       | 不適用         |
| 12   | 肖爾斯號                  |          | 第199造船廠 | 不適用 | 1941年（計畫）     | 不適用         | 不適用       | 不適用         |
| 13   | 科特夫斯基號              |          | 第200造船廠 | 不適用 | 1942年（計畫）     | 不適用         | 不適用       | 不適用         |
| 14   | 帕爾霍緬科號              |          | 第198造船廠 | 不適用 | 1942年（計畫）     | 不適用         | 不適用       | 不適用         |
| 15   | 卡莫號                    |          | 不適用      | 不適用 | 1942年（計畫）     | 不適用         | 不適用       | 不適用         |
| 16   | 未獲命名                  | 不適用   | 不適用      | 不適用 | 1942年（計畫）     | 不適用         | 不適用       | 不適用         |
| 17   | 未獲命名                  | 不適用   | 不適用      | 不適用 | 1942年（計畫）     | 不適用         | 不適用       | 不適用         |